# Leptotes ornata
Leptotes ornata är en fjärilsart som beskrevs av Abel Dufrane 1954. Leptotes ornata ingår i släktet Leptotes och familjen juvelvingar. Inga underarter finns listade i Catalogue of Life.